# Лох многоцветковый
Лох многоцветковый (лат. Elaeagnus multiflora), или гуми — вид кустарников рода Лох (Elaeagnus) семейства Лоховые (Elaeagnaceae), происходит из умеренной Азии: Китая, Японии и Кореи.
В России культивируется в основном на Сахалине, куда был завезён японцами до войны.
Последние 15-20 лет достаточно широко культивируется дачниками в условиях Московской и Ленинградской областей. 
Иногда обмерзает, совсем редко полностью. Взрослый куст восстанавливается за один сезон от корня. В первые 3-4 года желательна зимовка с легким укрытием.
Для обильного плодоношения необходима посадка 2 и более кустов, можно одного сорта.  
У садоводов Нечерноземья, в основном, встречается сорт Монерон.   

## Ботаническое описание
Лох многоцветковый — однодомный листопадный кустарник, редко дерево, высотою до 1,5—2 м.
Корневая система сильно разветвленная (на 1—1,5 м выходит за пределы проекции кроны), находится в основном в верхнем слое почвы. Важная биологическая особенность корневой системы — способность фиксировать корневыми клубеньками атмосферный азот.
Побеги часто с небольшими колючками.

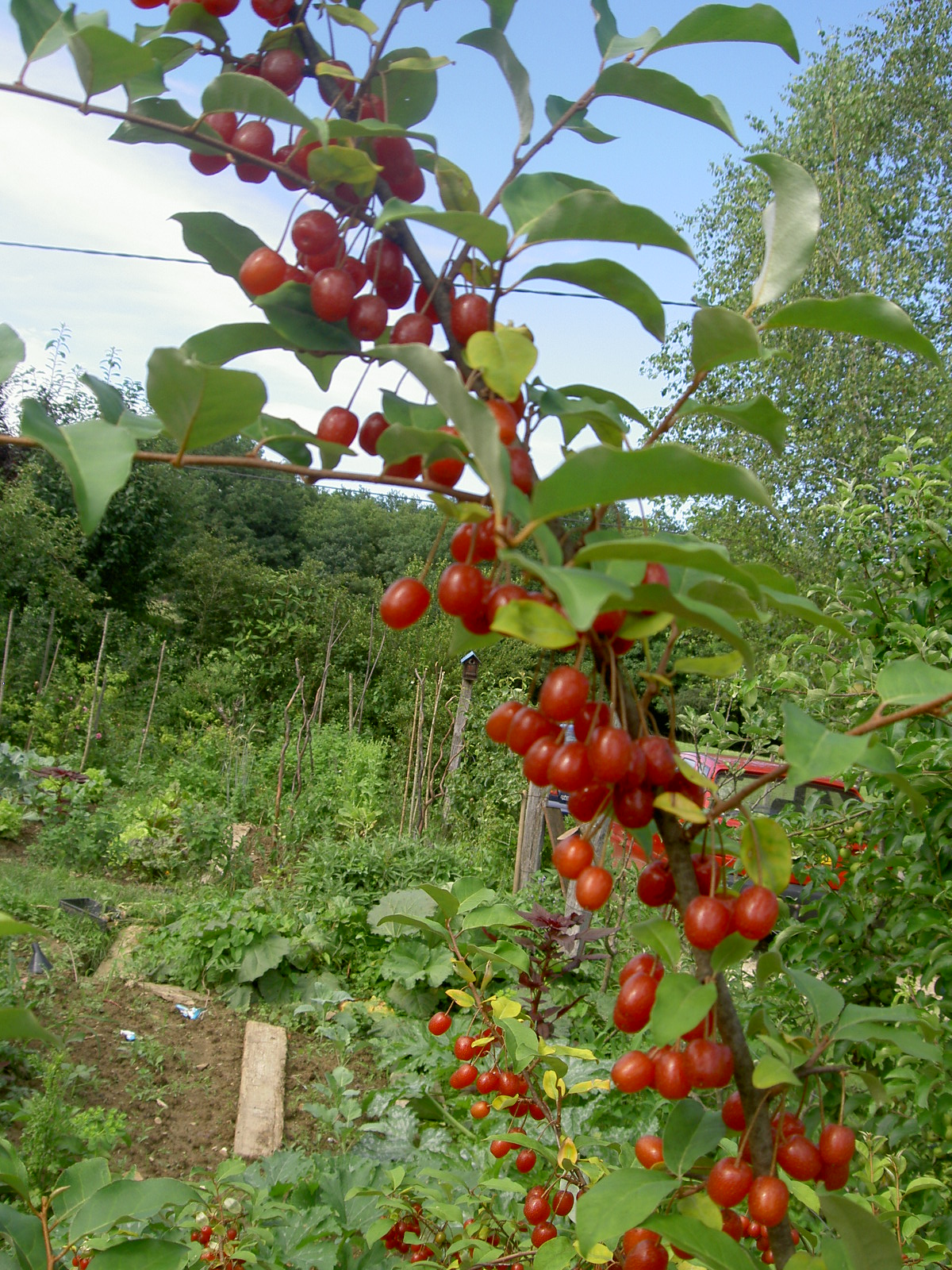
Плоды лоха многоцветкового в середине июня

Листья вверху эллиптические, цельнокрайные. Цветки мелкие, обоеполые, удлинённые, с сильным ароматом. Плоды продолговато-овальные (1,5—2 см). Плоды висят на тонких длинных плодоножках. Внутри плода находится продолговатая косточка с бороздчатой поверхностью, окружённая мякотью. Окраска плодов по мере созревания меняется от зелёной к жёлтой и красной; созрев, плоды не осыпаются. Период от опыления до созревания плодов — около 45 дней.

## Экология
Вегетация начинается во второй половине апреля, цветение происходит в середине — конце мая, созревание плодов — в конце июня — начале июля, период покоя может быть очень коротким (30 дней). 
Первые два года после посадки растёт медленно, после — до 0,5—0,8 м в год. При выращивании из семян плодоношение наступает на пятый — шестой год, из отводков — на третий—пятый год. 
Зимостойкость сравнительно слабая. Светолюбив, плохо переносит затенение.
Плодоносит ежегодно начиная с трехлетнего возраста. Шестилетний куст дает 10—15 кг плодов. При хорошем уходе может расти и плодоносить до 20—25 лет.

## Значение и применение
Созревание плодов растянуто до 15—17 дней. Мякоть плодов в начале созревания кисло-сладкая, несколько вяжущая и терпкая. После полного созревания терпкость исчезает, мякоть становится нежной и освежающей. Свежие плоды употребляются как десерт, на варенье. Сок плодов богат витаминами. Плоды содержат до 7% сахара, 1,3% кислот и 0,05% пектиновых веществ. Вкус с ароматом яблок, винограда, вишни, смородины и черешни.

### Прочее
Представляет значительный интерес для тепличных хозяйств, а также любителей комнатного плодоводства и цветоводства. Естественный покой практически отсутствует и при наличии необходимых тепловых условий развивается как вечнозеленое растение. В теплицах и комнатах имеет густую листву, а ветви покрыты жёлтыми ветками и плодами разной стадии зрелости. Медонос.